# Nayib Bukele
Nayib Armando Bukele Ortez (San Salvador, 1981. július 24. –) salvadori politikus, üzletember, 2019 óta a közép-amerikai ország elnöke.
Politikai elemzők autokratának és tekintélyelvűnek jellemzik, ő maga "Salvador diktátorának"  és a "világ legmenőbb diktátorának" vallotta magát. Megválasztása előtt radikális szélsőbaloldali politikusnak nevezte magát, de azóta nem volt hajlandó ideológiáját megnevezni, szakértők szerint szélsőjobboldali populista konzervatív.

## Életpályája
Tehetős családban született 1981-ben, az ország fővárosában, San Salvadorban. Nagyszülei a Közel-Keletről vándoroltak be, apai ágon keresztény palesztinok, anyain pedig katolikusok és görög ortodoxok voltak. Apja később áttért az iszlám hitre, s a salvadori muszlim közösség befolyásos vezetője (imám) lett, ő maga azonban istenhívőnek vallja magát. Ugyan beiratkozott a jogi karra, de már az első évben otthagyta, és inkább vállalkozásba kezdett.
2012 márciusában a fővárostól délre fekvő Nuevo Cuscatlan polgármesterévé választották az akkori kormánypárt, a Farabundo Martí Nemzeti Felszabadítási Front (FMLN) színeiben. Három évvel később, 2015-ben San Salvador önkormányzatának első embere lett. 2017-ben kizárták a baloldali pártból, mivel nem mindig értett egyet annak irányvonalával, és a pártvezetést gyakran súlyos kritikával illette. Később belépett a Demokratikus Változás (CD) pártba, közben pedig létrehozta a Nuevas Ideas (Új Elképzelések) nevű – saját – pártját (2018).
Mivel az újonnan alakult pártja színeiben – az országos választási bizottság, a Tribunal Supremo Electoral (TSE) döntése értelmében – nem indulhatott a 2019-es elnökválasztáson, azt egyik kis jobbközép erő, a Nagy Nemzeti Szövetség (GANA) jelöltjeként nyerte el már az első fordulóban az elnöki széket.
Nayib Bukele elnök június 5-én a Miamiban rendezett Bitcoin 2021 konferencián kezdeményezte a Bitcoin hivatalos fizetőeszközzé tételét, amit az ország törvényhozása 2021. június 9-én nagy többséggel el is fogadott. Ezzel a közép-amerikai ország vált az elsővé a világon, ami egy decentralizált, központi banki befolyástól független magánpénzt tett legális és hivatalos fizetőeszközzé.
Salvadort évtizedeken át a "gyilkosságok fővárosának" nevezték. A hatmillió főt számláló országban átlagosan percenként történt egy gyilkosság. A bandaháborúk miatt sok salvadori menekült el, többnyire északra, az Egyesült Államokba. Most[mikor?] azonban a biztonsági helyzet annyira megváltozott, hogy az emberek visszatérnek, még azok is, akik évtizedek alatt új, sikeres életet építettek fel az Egyesült Államokban. A salvadori gyilkosságok száma közel 70%-kal csökkent 2023-ban – közölte az ország biztonsági hatósága, a csökkenést Bukele elnök kormánya által a bűnbandák elleni küzdelem érdekében kihirdetett, hosszan tartó rendkívüli állapotnak tulajdonítva.
Bukele 2022 szeptemberében bejelentette, hogy indul a 2024-es elnökválasztáson, annak ellenére, hogy az alkotmány csak egy ötéves mandátumot engedélyez. Az alkotmányt 2023 végén úgy igyekezett kijátszani, hogy a törvényhozással megszavaztatta szabadságoltatását maga és alelnöke, Félix Ulloa számára, december 1-jei kezdőnappal hat hónap időtartamra – 2024 májusának végéig –, vagyis az elnöki ciklus végéig. A kongresszus 67–12 arányban fogadta el az intézkedést, és az elnök főtitkárát, Claudia Rodríguez de Guevarát jelölte ki ideiglenesen az elnöki feladatok ellátására.
Bukele a 2024-es választások során a szavazatok 84.7%-át szerezte meg, és közvélemény kutatások alapján a salvadori lakosság 90%-a jó véleménnyel van elnökségéről.